# كلارك هوبكينز
كلارك هوبكينز (بالإنجليزية: Clark Hopkins)‏ هو عالم آثار أمريكي، ولد في 16 سبتمبر 1895 في نيويورك في الولايات المتحدة، وتوفي في 1976.